# Mariage à l'essai (chanson)
Singles de Alain Chamfort
Le Temps qui court
(1975) Comme si c'était hier
(1977)
Mariage à l'essai est une chanson écrite par Jean-Michel Rivat et composée et interprétée par Alain Chamfort pour l'album Mariage à l'essai, sorti en 1976.
Il s'agit du premier extrait du premier album d'Alain Chamfort après avoir quitté Flèche, pour signer chez CBS. Le single s'est vendu à plus de 75 000 exemplaires.

## Liste des titres
| A. | Mariage à l'essai      | A. Chamfort, J.M. Rivat           | 3:27 |
| B. | La danse c'est naturel | A. Chamfort, J.M. Rivat, P. Pelay | 3:09 |

## Classement hebdomadaire
| Classement (1976) | Meilleure place |
| ----------------- | --------------- |
| France (IFOP)     | 12              |